# Glenea giraffa
Glenea giraffa é uma espécie de escaravelho da família Cerambycidae. Foi descrito por Dalman em 1817.